# Rigoberta Menchú
Rigoberta Menchú Tum (* 9. ledna 1959) je guatemalská aktivistka v oblasti ochrany lidských práv, nositelka Nobelovy ceny míru za rok 1992.

## Životopis
Rigoberta Menchú pochází z mayského etnika K'iche' a narodila se v malé indiánské vesnici Laj Chimel v guatemalském departamentu Quiché. Od dětství byla svědkem násilností a porušování lidských práv, které se děly během guatemalské občanské války. Jako mladá žena se stala aktivistkou v místním hnutí za ženská práva a ve spolupráci s katolickou církví prosazovala sociální reformu. Zapojovala se také do aktivit upozorňujících na porušování lidských a občanských práv především domorodého obyvatelstva Guatemaly.
Její matka a bratr byli brutálně zavražděni provládními eskadrami smrti a její otec zahynul při zásahu armády proti demonstrantům, kteří se zabarikádovali na španělské ambasádě v Ciudad de Guatemala 31. ledna 1980.
Kvůli tomu se musela začít v Guatemale skrývat a v roce 1981 odešla do exilu v Mexiku. Roku 1983 byla vydána její autobiografická kniha Já, Rigoberta Menchú, která vzbudila mezinárodní ohlasy a poprvé výrazněji upřela pozornost světového mínění na dění v Guatemale. V průběhu následujících let se Rigoberta stala významnou obhájkyní práv domorodého indiánského obyvatelstva a zastánkyní etnicko-kulturního zmírnění nejenom v Guatemale, ale na celé západní polokouli.
Roku 1992 jí byla za tyto snahy udělena Nobelova cena míru. Roku 1998 získala také Cenu prince Asturského v kategorii mezinárodní spolupráce a roku 1996 se stala velvyslankyní dobré vůle UNESCO. V současnosti je aktivní hlavně v domácí guatemalské politice, byla spoluzakladatelkou několika indiánských politických stran a roku 2007 neúspěšně kandidovala na post guatemalské prezidentky. Vyvíjí též snahu, aby čelní představitelé vojenské diktatury vládnoucí za časů občanské války byli za svoje činy postaveni před soud.